# Pons asinorum

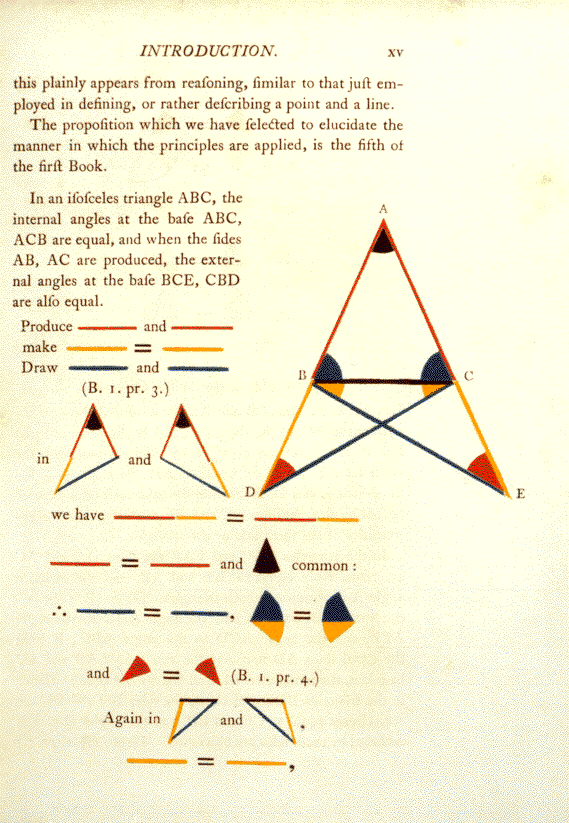
El pons asinorum en la edición coloreada de los Elementos de Euclides publicada por Oliver Byrne en 1847.

Pons asinorum o puente de asnos es una expresión latina que se utiliza para describir la dificultad de aprender o entender algo, especialmente teorías o fórmulas científicas.

## Geometría
En geometría se consideraba "puente de asnos" la explicación de que los ángulos opuestos de un triángulo isósceles (que tiene dos lados de la misma longitud) tienen la misma medida, la 5ª proposición del libro de los Elementos de Euclides:

En un triángulo isósceles, los ángulos de la base, lado desigual, son iguales entre ellos, y al prolongarse los lados iguales, los ángulos bajo la base son también iguales entre ellos.
Euclides. Los Elementos, libro I, proposición 5.

Se presume que Tales de Mileto había demostrado que un triángulo isósceles tiene dos ángulos iguales, estableciendo así una relación entre longitudes y ángulos; a lados iguales, ángulos iguales. Así, el pons asinorum figura como una de las proposiciones básicas –la quinta– de la geometría en el primer libro de los Elementos de Euclides. El término data de mediados del siglo XVIII. Existen al menos dos orígenes para el término: que sirve como puente metafórico para el teorema, en sí bastante complicado, para poder explicar otros teoremas más complicados que surgen de él. Otra posible explicación, menos seria, es que se trata de algo difícil de entender y que muchos alumnos no consiguen superar.

## Economía
John Stuart Mill consideró que la ley de renta de la tierra propuesta por David Ricardo en 1809 —y luego desarrollado más en On the Principles of Political Economy and Taxation (1817)— era el pons asinorum de las ciencias económicas. Aunque Ricardo no fue el primero en tratar el tema, fue quien le dio más importancia.